# Crest Hill (Illinois)
Crest Hill je grad u američkoj saveznoj državi Ilinois. Prema popisu stanovništva iz 2010. u njemu je živjelo 20.837 stanovnika.